# Vorrnipa
Der Vorrnipa (norwegisch für Vorspringender Gipfel) ist ein 2320 m hoher Berg im ostantarktischen Königin-Maud-Land. In der Kirwanveggen ragt er unmittelbar südlich des Gebirgskamms Vestvorren aus der Neumayersteilwand auf.
Norwegische Kartographen, die den Berg auch benannten, kartierten ihn anhand von Vermessungen und Luftaufnahmen der Norwegisch-Britisch-Schwedischen Antarktisexpedition (1949–1952) und von 1958 bis 1959 entstandenen Luftaufnahmen der Dritten Norwegischen Antarktisexpedition (1956–1960).